# هاردي كروغر
هاردي كروغر (بالألمانية: Hardy Krüger )‏ (و. 1928  م) هو ممثل، وكاتب سير ذاتية، وكاتب، وممثل أفلام، من ألمانيا.

## جوائز
حصل على جوائز منها:
- صليب القائد لنيشان استحقاق جمهورية ألمانيا الاتحادية
- وسام جوقة الشرف.

## وصلات خارجية
- هاردي كروغر على موقع IMDb (الإنجليزية)
- هاردي كروغر على موقع روتن توميتوز (الإنجليزية)
- هاردي كروغر على موقع مونزينجر (الألمانية)
- هاردي كروغر على موقع ألو سيني (الفرنسية)
- هاردي كروغر على موقع ميوزك برينز (الإنجليزية)
- هاردي كروغر على موقع تيرنر كلاسيك موفيز (الإنجليزية)
- هاردي كروغر على موقع أول موفي (الإنجليزية)
- هاردي كروغر على موقع قاعدة بيانات برودواي على الإنترنت (الإنجليزية)
- هاردي كروغر على موقع قاعدة بيانات الأفلام السويدية (السويدية)
- هاردي كروغر على موقع إن إن دي بي (الإنجليزية)